# Maurício Antônio
Maurício de Carvalho Antônio, oder einfach Maurício Antônio (* 6. Februar 1992 in São Paulo), ist ein portugiesisch-brasilianischer Fußballspieler.

## Karriere
Antônio spielte bis 2014 beim CA Juventus in São Paulo. Im Juli 2014 wechselte er nach Portugal. Hier unterschrieb er einen Vertrag beim Portimonense SC. Der Verein aus Portimão spielte in der zweithöchsten Liga des Landes, der Segunda Liga. Für den Club absolvierte er 41 Spiele und schoss dabei drei Tore. Von Juli 2015 bis Januar 2016 wurde er an die zweite Mannschaft des FC Porto ausgeliehen. 2016 unterschrieb er einen Vertrag beim portugiesischen Erstligisten Marítimo Funchal in Funchal. Der Verein spielte in der höchsten Liga, der Primeira Liga. Nach 40 Erstligaspielen wechselte er im August 2017 nach Asien. In Japan unterschrieb er in Saitama einen Vertrag beim Erstligisten Urawa Red Diamonds. 2017 gewann er mit dem Club die AFC Champions League. Den Kaiserpokal gewann er 2018. Im August 2020 wechselte er auf Leihbasis nach Portugal. Hier schloss er sich dem Portimonense SC an. Der Verein aus Portimão spielte in der ersten Liga. Für Portimonense stand er 33-mal in der ersten Liga auf dem Spielfeld. Nach Vertragsende in Japan ging er im Juli 2021 nach Saudi-Arabien. Hier unterschrieb er einen Vertrag bei al-Batin. Mit dem Verein aus Hafar al-Batin spielte er in der ersten saudi-arabischen Liga, der Saudi Professional League.

## Erfolge
Urawa Red Diamonds
- Japanischer Pokalsieger: 2018
- AFC-Champions-League-Sieger: 2017